# 三帶尖鼻魨
三帶尖鼻魨，又名花冠扁背魨、角尖鼻魨、尖嘴規、規仔，為輻鰭魚綱魨形目四齒魨亞目四齒魨科的其中一種，分布於太平洋區，從日本至澳洲新南威爾斯省，東至東加、馬紹爾群島海域，棲息深度10-80公尺，體長可達10.1公分，棲息在有遮蔽的珊瑚礁、岩礁區，生活習性不明。